# 圣嘉禄堂 (米兰)
圣嘉禄堂（San Carlo al Corso）是意大利米兰市中心的一座罗马天主教教堂，新古典主义风格。由圣母忠仆会管理。 
早在1290年，此处就建立了圣母忠仆会修道院。1799年关闭。目前的教堂建于1838年到1847年，为霍乱疫情结束感恩而建，供奉曾于16世纪鼠疫期间担任米兰主教的圣嘉禄。建筑师Filippo Pizzagalli，但是立面则是由卡罗阿玛蒂设计于1832年。瑞士圣贝纳迪诺于1867年兴建的一座教堂模仿了米兰圣嘉禄堂。
Template:米兰地标